# Ołeksandr Biłowoł
Ołeksandr Mykołajowycz Biłowoł, ukr. Олександр Миколайович Біловол (ur. 11 stycznia 1962 w Murafie w rejonie krasnokutskim) – ukraiński polityk, lekarz i wykładowca akademicki, profesor, poseł do Rady Najwyższej III, IV, VII i VIII kadencji, były wiceminister zdrowia.

## Życiorys
W 1985 ukończył studia w Charkowskim Instytucie Medycznym, kształcił się następnie w Narodowej Akademii Prawniczej im. Jarosława Mądrego i Narodowej Akademii Farmaceutycznej. Uzyskał stopień kandydata nauk medycznych (1989) i stopień doktora nauk medycznych (1999). Specjalizował się w zakresie farmakologii klinicznej, uzyskał profesurę i godność członka korespondenta Narodowej Akademii Nauk Medycznych Ukrainy.
Jako wykładowca akademicki związany z macierzystą uczelnią (później przekształconą w Charkowski Narodowy Uniwersytet Medyczny). Od 1997 do 2000 kierował farmaceutycznym przedsiębiorstwem Liky Ukrajiny.
W 2000 wygrał wybory uzupełniające do Rady Najwyższej, a w 2002 uzyskał reelekcję, kandydując wówczas w okręgach obwodu kirowohradzkiego i sprawując mandat do 2006. Zasiadał w różnych frakcjach, m.in. SDPU(O) i Partii Ludowej. Od 2004 był także przewodniczącym partii politycznej Związek Demokratyczny. Od lutego 2007 do marca 2008 pełnił funkcję pierwszego wiceministra ochrony zdrowia, ponownie zajmował to stanowisko od marca 2009 do marca 2010, będąc wówczas również głównym lekarzem sanitarnym kraju. W 2012 powrócił do Rady Najwyższej jako kandydat Partii Regionów w jednym z okręgów obwodu charkowskiego. Frakcję regionałów opuścił w lutym 2014 po wydarzeniach Euromajdanu, w październiku tego samego roku jako kandydat niezależny ponownie został wybrany do parlamentu.

## Odznaczenia
- Order „Za zasługi” II klasy (2007), III klasy (2002)[1]